# Fernando Henrique Cardoso
Fernando Henrique Cardoso (Rio de Janeiro, 18 juni 1931) was de 34ste president van de Federale Republiek Brazilië tussen 1995 en 2003. Hij is een socioloog die verschillende talen vloeiend spreekt en heeft lesgegeven op grote universiteiten in Frankrijk, Groot-Brittannië en de Verenigde Staten. Zijn boeken zijn in verschillende talen vertaald. Hij is van Portugese afkomst.
Als minister van Financiën, onder president Itamar Franco, zette hij de aanval in tegen de hyperinflatie in het land. In februari 1994 presenteerde hij het Plano Real om de Braziliaanse economie te stabiliseren zodat de hyperinflatie kon worden bestreden. Dit plan had succes met als sluitstuk de introductie van de nieuw Braziliaanse munt, de real. Dit heeft zijn verkiezing tot president sterk geholpen.
In 2022 steunde "FHC" de kandidatuur van ex-president Lula da Silva tegen de zittende radicaal--rechtse president Bolsonaro.